# Puerta del cielo, Nueva York
Puerta del cielo, Nueva York (Sky Gate, New York) era una escultura de la artista Louise Nevelson ubicada en el entresuelo de la Torre Norte del World Trade Center, donde permaneció desde su instalación en 1978 hasta su destrucción en el derrumbe de las Torres Gemelas como consecuencia del atentado del 11 de septiembre de 2001.
Nevelson se inspiró en una vista panorámica de Nueva York que había contemplado en un vuelo de Nueva York a Washington, afirmando que la obra era un traslado de esa misma panorámica y llamando a la escultura «pieza de noche» («night piece»), la cual representaba, en sus propias palabras, las «ventanas de Nueva York».

## Historia

### Comisión
La escultura fue comisionada por Saul Wenegrat, director del programa de arte para la Autoridad Portuaria de Nueva York y Nueva Jersey, con el fin de que fuese emplazada en el World Trade Center. Esta y otras obras formaban parte de un programa llevado a cabo por Wenegrat en función del cual La Autoridad Portuaria empleó hasta un 1% del presupuesto destinado a la construcción del World Trade Center en la adquisición de obras de arte para decorar el complejo, estableciendo para ello un grupo asesor con el fin de recomendar y comisionar trabajos.

### Diseño e instalación
La escultura, objeto de varios rediseños antes de su instalación, constituía la obra de mayores dimensiones creada por Nevelson hasta entonces. El panel medía 9,8 metros de ancho, 5,2 de alto y 30 centímetros de grosor, comprendiendo más de 35 segmentos, cada uno de los cuales consistía en un relieve de madera pintado de oscuro. Terminada en 1977 o 1978, la obra fue instalada en el entresuelo de la Torre Norte, con vistas a la Austin Tobin Plaza, el 12 de diciembre de 1978. Kitty Carlisle Hart, presidenta del New York State Council on the Arts, presidió la ceremonia de presentación de la escultura.

### Destrucción
La obra resultó destruida en el derrumbe de la Torre Norte del World Trade Center como consecuencia de los atentados del 11 de septiembre de 2001.